# Хайрутдінов Фахрутдін Гарафутдінович
Фахрутдін Гарафутдінович Хайрутдінов (14 січня 1902 року, с.Старі Богади Арслановської сільської ради Будзяцького району (Башкирія) — + січень 1944 року, Сокирянський район Чернівецької області) — війсковий Червоної Армії. Командир партизанського загону № 8 імені Лазо.

## Біографія
Фахрутдін Хайрутдінов народився 14 січня 1902 року в бідній селянській родині. Працював по найму пастухом, робітником на заводі у м. Златоусті, на лісопильному заводі в місті Уфа. З 1922 року — у Червоній Армії. За даними Головного управління кадрів колишнього Міністерства оборони СРСР служив на таких посадах:
- З серпня 1939 р. до 28.01. 1942 р. — командир окремого стрілецького батальйону 90 окремої стрілецької бригади.
- З 14.04.1942 р. до 12.09.1943 р. — виконувач обов'язків командира стрілецького батальйону 410 стрілецького полку 102 стрілецької дивізії.
- З 12.09.1943 р. — до лютого 1944 р. — командир партизанського загону Штабу партизанського руху 3 Українського фронту.

У січні 1943 року партизанський загін під командуванням Ф. Г. Хайрутдінова був десантований у тил ворога на територію Сокирянського району. Загинув у бою з переважаючими силами противника. Похований у братській могилі у м. Сокиряни (Чернівецька область, Україна). Його ім'я увіковічено на пам'ятнику: «Капітан Хайрутдінов Ф. Г.», занесено до «Книги вічної Слави», яку засновано в Сокирянах 7 травня 1972 року, його іменем названа одна з вулиць райцентру. Літератор, краєзнавець, член НСЖУ Юхим Гусар видав про офіцера книжечку «Пароль: Біла стрічка» (2001).

## Уточнення до біографії
На пам'ятнику та у Книзі вічної Слави помилково значиться, що він «капітан». Згідно з наказом Головного управління кадрів Нородного комісаріату оборони № 02145 від 30.11.1943 р. йому присвоєно військове звання «Майор» (лист редактору газети «Дністрові зорі» з Міноборони СРСР № 174/4/-85769 від 18.06.1976 р.).